# Aloe Blacc
Egbert Nathaniel Dawkins III (Condado de Orange, California; 7 de enero de 1979), más conocido como Aloe Blacc, es un músico, cantante, compositor, productor discográfico, actor, empresario y filántropo estadounidense. Conocido por sus singles "I Need a Dollar", "The Man", y por componer y poner voz al tema "Wake Me Up" de Avicii, que llegó a ser canción número 1 en 22 países.

## Educación y primeros años de vida
Blacc nació en el condado de Orange en el sur de California, hijo de panameños
Creció en Laguna Hills, California, Comenzó su carrera musical tocando una trompeta alquilada, en tercer grado. Cuando tuvo más sentido comprar el instrumento, Blacc experimento lo que más tarde describiría como "un momento muy concreto" en su evolución como músico: "Eso me obligó a ser serio. Simplemente, no podía abandonar el aula", dijo en una entrevista en 2010. Su exposición a LL Cool J en cuarto grado fue igualmente importante. "No fue demasiado lejos desde el momento de trompeta...Tuve un momento de Hip Hop y un momento de músico.".
Blacc estudió en la Universidad del Sur California y se graduó en el año 2001. Trabajó durante una breve temporada en una empresa privada.

## Carrera

### Carrera temprana
En 1995, Blacc se asoció con el productor de hip-hop Exile y juntos formaron Emanon —'no name' escrito a la inversa— el cual se inspiraba en el título de una canción de Dizzy Gillespie. Con impactantes novedades y algunas pinceladas de jazz, Emanon pronto se convirtió en el principal exponente del rap alternativo, lanzando su primer mixtape en 1996, seguido del EP "Acid 9" en 1999.
Seguidamente, lanzaron tres álbumes: Steps Through Time (2001), Imaginary Friends (2002), and The Waiting Room (2005). Se grabó un cuarto álbum, Bird's Eye View, que nunca se lanzaría al mercado. Durante este periodo, Emanon fue el principal proyecto profesional de Blacc; sin embargo, tuvo la oportunidad de compaginarlo con colaboraciones en el colectivo Lootpack y con el grupo francés de "Jazz Liberatorz".[cita requerida]

### 2003-09:Shine Through
Blacc comenzó su carrera en solitario en 2003, lanzando 2 EP. En 2006, fichó para Stone's Throw Records, cuando el directivo de este sello discográfico Chris Mank (conocido como Peanut Butter Wolf) escuchara a Blacc y le ofreciera inmediatamente un contrato por la versión completa de Shine Through.. Blacc se concentró en componer, motivado en parte por su conciencia social: "Me sentía incómodo con la situación del Hip Hop, en gran parte expresión de ego. Me preguntaba cómo podría ser más hábil en la composición de canciones rap que expresaran algo más que ego: estilo y delicadeza", dijo. "Me propuse adquirir más conocimientos de composición, para aplicarlos más tarde al hip hop".
Shine Through fue el primer álbum completo de Blacc, y se lanzó al mercado en 2006. Recibió una importante atención por parte de los medios estadounidenses y extranjeros Pitchfork publicó al respecto que Shine Through tenía "destellos de sagacidad musical" y apuntaba "hacia la excelencia".
NPR distinguió a la canción "Nascimento" como canción del día, y Absolute Punk apuntó que Shine Through fluía bellamente de una canción a la siguiente, conjugando funk y soul de la vieja escuela con esencias modernas, dando un resultado increíblemente especial.
También en 2009, mientras trabajaba en su segundo álbum, Blacc dio una gira por Europa y Estados Unidos con Emanon, y colaboró con la productora japonesa de hip hop Cradle, en un proyecto denominado "Bee".

### 2010–11:Good Things

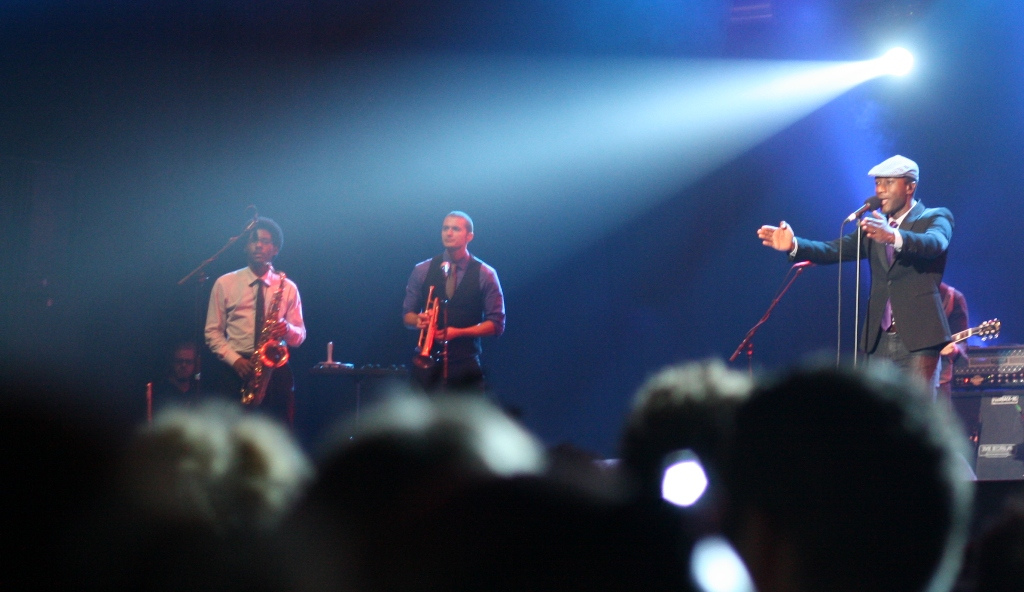
Aloe Blacc con Randal Fisher (saxo); Chris Bautista (trompeta) en vivo en el Festival NSJ, Róterdam, domingo 8 de julio de 2012.

En 2010, Blacc lanzó Good Things con la discográfica Stones Throw Records. Fue todo un éxito comercial: Good Things alcanzó el oro en Reino Unido, Francia, Alemania y Australia, entre otros países, y recientemente ha sido hit doble platino en ventas. El single "I Need A Dollar", que se utilizó en la serie How To Make It in America de HBO, alcanzó la cifra de un millón de unidades vendidas en 2013; dos canciones más, "Loving You Is Killing Me" y "Green Lights", también fueron éxitos en Europa. Good Things fue alabado por la prensa, publicándose críticas positivas en Los Angeles Times, The New York Times, Spin, NME y Entertainment Weekly, entre otros.
 Recientemente, después del lanzamiento del disco, Blacc signó con Simon Fuller, de XIX Management.
En 2011, Blacc contribuyó con una canción en el álbum Red Hot + Rio 2, continuación del disco homónimo de 1996, cuyos ingresos se donaron para luchar contra el SIDA y mejorar las condiciones sociales y sanitarias. Aquel verano, Blacc actuó en los principales escenarios y festivales, como Glastonbury y The Falls Festival en Australia, con su principal banda The Grand Scheme. En 2012 apareció en el renovado festival North Sea Jazz de Róterdam, Lollapalooza en Chicago, y Osheaga en Montreal.

### 2012–presente
En 2012, Blacc se un unió a un nuevo proyecto: Roseaux, iniciado por Emile Omar, e integrado por otros músicos como Alex Finkin y Clement Petit. La banda lanzó su álbum debut titulado, como la banda, Roseaux, la totalidad de las canciones del álbum -once- fueron interpretadas vocalmente por Aloe Blacc. El álbum alcanzó la posición número 92 en ventas en Francia. El single debut, More Than Material, alcanzó la posición número 80 en la lista de ventas de Francia.[cita requerida]
En 2013, Blacc fue el coautor, junto con el DJ sueco Avicii, de la canción "Wake Me Up". Interpretada por Blacc, la canción alcanzó el número 1 en ventas en 103 países, convirtiéndose en el single más vendido en un corto espacio de tiempo: 267 000 copias solamente en la primera semana.
En septiembre del mismo año, Blacc firmó contrato con Interscope Records y lanzó un EP titulado Wake Me Up EP, que incluía canciones como "Love is the Answer," "Can You Do This," and "Ticking Bomb," así como una versión acústica de "Wake Me Up."
En noviembre de 2013, "Ticking Bomb" fue la sintonía del anuncio de televisión del nuevo juego Battlefield 4, y "The Man" fue la música de la banda sonora de Brick Mansions (2014) que cuenta con Paul Walker, David Belle y RZA y también de los anuncios comerciales de Beats by Dr. Dre, Kevin Garnett, Colin Kaepernick, Richard Sherman y Cesc Fàbregas.
En octubre de 2013, Blacc lanzó un video musical solidario, para colaborar con la misión del grupo de defensa de derechos de los inmigrantes, National Day Laborer Organizing Network, Foundation's Healing Power of Music Initiative, dirigido por Alex Rivera, y donde participaron actores como Hareth Andrade, líderes del movimiento de jóvenes inmigrantes en contra de la deportación familiar, Agustín Chíprez Álvarez, y Margarita Reyes, quien fue deportada junto con su madre, de niña, a pesar de haber nacido en los Estados Unidos.

El debut de Interscope/XIX de Blacc, Lift Your Spirit, fue lanzado al mercado en noviembre de 2013; producido por Pharrell y DJ Khalil, y compuesto por Harold Lilly, entre otros.
Se anunció que Blacc podría ser asesor invitado para Adam Levine en el concurso de televisión sexta temporada de la versión norteamericana del concurso The Voice, emitido por la cadena de televisión NBC.

## Filántropo
Blacc está comprometido con Malaria no More. Su objetivo solidario es terminar con las muertes por malaria, mediante "el compromiso de los líderes sociales, el apoyo del público, y la entrega de instrumentos de supervivencia y educación a las familias de toda África."

## Vida personal
Aloe Blacc contrajo matrimonio con la rapera australiana Maya Jupiter. En septiembre de 2013 nació su primera hija, Mandela.

## Premios
- Premio Brit 2012 - Nominación a Mejor artista de soul masculino internacional.[31]
- Premio Brit 2012 - Nominación a Mejor artista revelación internacional[31]
- Premio Soul Train 2011 - Nominación al Premio Centric[32]
- 2011 Worker's Voice Award[33]
- 2014 GRAMMY Awards (Nominación) (Pendiente)[34]

## Apariciones notables
- Glastonbury Festival
- Lollapalooza Festival
- iTunes Music Festival
- Montreal Jazz Festival
- Zermatt Unplugged Festival
- The Falls Music & Arts Festival
- Super Rock Festival
- North Coast Music Festival
- United Islands Prague 2013
- National Anthem for the 2014 Daytona 500
- Electric Forest Festival 2014
- Nickelodeon Kids Choice Awards 2014
- WrestleMania 31 2015

## En televisión
- Anexo:Nickelodeon's Kids' Choice Awards 2014 (2014)
- The Voice (2014)
- The Ellen DeGeneres Show (2014)
- The Voice (2013)
- Dancing with the Stars (2013)
- Frost Over the World (2012)
- Hootenanny with The Grand Scheme (2011, 2012)
- Conan (2011)
- The Graham Norton Show (2011)
- Lorraine (2011)
- Strictly Come Dancing (2011)
- Andrew Marr (2011)
- Later... with Jools Holland (2010)
- Late Night with Jimmy Fallon (2010)

## Discografía

### Álbumes
Álbumes de estudio como solista
- Shine Through (2006)
- Good Things (2010)
- Lift Your Spirit (2013)

EP como solista
- Wake Me Up EP (2013)
- The Aloe Blacc EP 2: Me and My Music (2004)
- The Aloe Blacc EP (2003)

## Sencillos
Como solista
| Año  | Título                     | Mejores posiciones en listas | Mejores posiciones en listas | Mejores posiciones en listas | Mejores posiciones en listas | Mejores posiciones en listas | Mejores posiciones en listas | Mejores posiciones en listas | Mejores posiciones en listas | Mejores posiciones en listas | Mejores posiciones en listas | Certificaciones                                                              | Álbum            |
| Año  | Título                     | EUA                          | ALE                          | AUS                          | AUT                          | BEL                          | FRA                          | IRL                          | NZ                           | SUI                          | R.U.                         | Certificaciones                                                              | Álbum            |
| ---- | -------------------------- | ---------------------------- | ---------------------------- | ---------------------------- | ---------------------------- | ---------------------------- | ---------------------------- | ---------------------------- | ---------------------------- | ---------------------------- | ---------------------------- | ---------------------------------------------------------------------------- | ---------------- |
| 2010 | «I Need a Dollar»          | —                            | 4                            | 11                           | 5                            | 1                            | 52                           | 2                            | 20                           | 5                            | 2                            | - AUS: 2× Platino - ALE: Oro - ITA: Oro - NZ: Oro - R.U.: Oro - SUI: Platino | Good Things      |
| 2011 | «Loving You Is Killing Me» | —                            | 12                           | —                            | 8                            | 62                           | —                            | —                            | —                            | 26                           | —                            |                                                                              | Good Things      |
| 2011 | «Green Lights»             | —                            | —                            | —                            | 69                           | —                            | —                            | —                            | —                            | —                            | 130                          |                                                                              | Good Things      |
| 2013 | «Wake Me Up»               | 111                          | 42                           | —                            | 71                           | 30                           | 20                           | —                            | —                            | 23                           | —                            |                                                                              | Lift Your Spirit |
| 2014 | «The Man»                  | 8                            | —                            | 10                           | —                            | 47                           | 74                           | 4                            | 5                            | —                            | 1                            | - AUS: Platino - NZ: Oro - EUA: Platino                                      | Lift Your Spirit |

### Colaboraciones
| Año  | Título                                                                         | Mejor posición | Mejor posición | Mejor posición | Mejor posición | Álbum                       |
| Año  | Título                                                                         | EUA            | BEL            | FRA            | R.U.           | Álbum                       |
| ---- | ------------------------------------------------------------------------------ | -------------- | -------------- | -------------- | -------------- | --------------------------- |
| 2011 | «The Sound Of Swing (Oh Na Na)» ((The Kenneth Bager Experience con Aloe Blacc) | —              | —              | —              | —              |                             |
| 2012 | «Where Does The Time Go?» ((The Bamboos con Aloe Blacc)                        | —              | 67             | —              | —              | Medicine Man                |
| 2012 | «Time To Go» (Wax Tailor con Aloe Blacc)                                       | —              | —              | —              | —              | Dusty Rainbow From The Dark |
| 2012 | «More Than Material» (Roseaux con Aloe Blacc)                                  | —              | —              | 80             | —              | Roseaux                     |
| 2013 | «Wake Me Up» (Avicii con Aloe Blacc)                                           | 4              | 1              | 1              | 1              | True                        |

|2015
|align="left"| «Candyman»
(Zedd con Aloe Blacc)
| - || - || - || 
| 
|-
|

### Otras apariciones

#### ConEmanon
- Acid 9 (1999)
- Steps Through Time (2001)
- Imaginary Friends (2002)
- Anon & On (2002)
- The Waiting Room (2005)
- Bird's Eye View

#### ConRoseaux
- Roseaux (2012) (All 11 tracks feature vocals of Aloe Blacc)

#### Con Cradle
- Bee – Open Your Mind (2009) LP

#### Con The Grand Scheme
- "Dark End Of The Street" from the Carhartt: Dark End Of The Street Compilation (2010)
- "Green Lights Grand Scheme Remix" from the UK Sony/Epic Single Release (2011)

#### Con Joel Van Dijk
- "I Got The Blues" Rolling Stones Cover - Mojo: Sticky Soul Fingers Compilation (2011)
- "Ain't No Sunshine" Bill Withers Cover - Joel Van Dijk: A Kind of Blues (2012)